# Science Power Platform

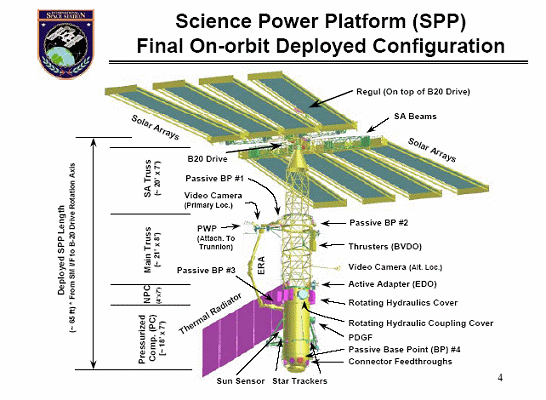
Science Power Platform (NASA)

La plate-forme Science/Énergie Science Power Platform (SPP) (russe : Научно-энергетическая платформа) était un élément russe, planifié puis annulé, de la Station spatiale internationale (ISS), conçue à l'origine pour faire partie de Mir-2.

## Historique
Destinée à être livré à l'ISS par une fusée Proton russe ou un lanceur ukrainien Zenit, elle devait finalement être lancée par la navette spatiale américaine dans le cadre d'un compromis sur d'autres parties de l'ISS. Elle aurait fourni de l'énergie supplémentaire pour l'ISS ainsi que la capacité de contrôle de roulis pour le complexe orbital. La SPP aurait eu huit panneaux solaires et un bras robotique fourni par l'Agence spatiale européenne (ESA) dédié au maintien de la SPP, le bras télémanipulateur européen (ERA). Ce dernier a, alors que la Science Power Platform a été annulée, été maintenu, finalement lancé avec le laboratoire polyvalent russe Nauka par une fusée Proton en 2021. Si la Science Power Platform avait été livrée à l'ISS, elle aurait été attachée au port zénith de Zvezda, une position maintenant occupée par le Mini Module de Recherche-2 (MRM-2) Poisk.
Développée pour Mir-2, la plate-forme était constituée d'une poutre supportant un panneau solaire, un concentrateur solaire, des radiateurs et des expériences scientifiques. Elle a ensuite été adaptée à l'ISS et un module pressurisé a été ajouté et la poutre devait supporter huit panneaux solaires. Le module pressurisé devait être amarré au zénith de Zvezda, devait supporter d'une part la poutre et d'autre part le compartiment d'amarrage Pirs (SO-1) qui aurait ainsi été déplacé. À l'origine, la SPP aurait rendu les modules russes indépendants de l'alimentation électrique du reste de la station (ce qui faisait bien de la partie russe une "station dans la station").

## Abandon
Un accord a été trouvé en mars 2006 par les Russes et la NASA afin de fournir une partie de la puissance requise pour le segment russe par quatre panneaux solaires américains. La coque pressurisée d'un article d'essais statiques de cette composante, déjà construite, a été réutilisée pour construire le Mini Module de Recherche-1 (MRM-1) Rassvet, qui a été lancé par la mission STS-132 en 2010 et amarré au port nadir de Zarya.

## Héritage
RKK Energuia, le fabricant des composants du segment orbital russe de l'ISS, a proposé d'exécuter quelque chose de similaire au plan d'origine de l'ISS avec l'ajout d'un nouveau module, un nœud d'amarrage sphérique comprenant six ports d'amarrage, Pritchal (lancé en 2021), qui serait attaché à Nauka et deux autres modules, de science/énergie à la partie russe de la station après 2020,. Les Science Power Module-1 (SPM-1) et Science Power Module-2 (SPM-2), aussi appelés NEM, auraient des panneaux solaires semblables à ceux de la SPP, mais contrairement à elle, leur poutre serait beaucoup plus petite.